# 平和橋 (広島市)
平和橋（へいわばし）は、広島県広島市の猿猴川に架かる道路橋。
なお本項では1986年まで当地にあった旧国鉄宇品線の鉄道橋「大洲口橋梁」についても述べる。

## 概要
旧国鉄宇品線の鉄道橋梁と人道橋（歩道橋）が存在していた場所に、廃線後都市計画道路が建設され、現在の車道と歩道からなる道路橋に架け替えられた経緯を持つ。
「ひろしま2045 平和と創造のまち」事業により作られた構造物のひとつであり、岸和郎デザインによる。橋中間部の張り出したテラスやウッドデッキ風の歩道が特徴的。
広島市道段原蟹屋線筋の橋であり、北詰（左岸詰）にはマツダスタジアムがあるため、プロ野球開催時には混雑する。スタジアムと市中心部を結ぶシャトルバスもこの橋を通る。上流に広島市道比治山蟹屋線筋の大正橋、下流側に東大橋が架かる。左岸詰には広島県道164号広島海田線（大洲通り）が、右岸側には比治山が広がる。

## 諸元
- 路線名：広島市道段原蟹屋線
- 橋長：240m
- 幅員：20m
- 上部工：3径間連続PC中空床版橋
- 下部工：RC逆T式橋台2基、RC壁式橋脚2基
- 基礎工：杭基礎

## 歴史
1894年（明治27年）、広島駅から宇品港（現広島港）に向けて、陸軍省の委託により山陽鉄道が軍用線を建設することになり、猿猴川を渡る大洲口橋梁が同年8月に仮設橋として架橋された（その後、1897年5月1日から山陽鉄道が旅客営業を開始するのに伴い、本設の橋梁として架け替えられている）。付近の橋梁としては、大正に入り上流に大正橋が、昭和初期に入り東大橋が架かる（いずれも道路橋）。
1945年（昭和20年）8月6日、原爆被災。爆心地から約2.52kmに位置したが被害はなく、避難者が比治山方向からこの橋梁を渡って大洲地区へと逃げていった。当日宇品線は宇品 - 南段原間で負傷者の輸送が行われた後、その列車編成がこの橋梁を渡って広島駅の機関区に帰ったという。翌7日夕刻には宇品線の初列車第437列車（427列車の誤記か）が通過している。
終戦直後の 1945年（昭和20年）9月17日、枕崎台風により大洲口橋梁の一部が流失（宇品側から2番目の橋脚が倒壊）したため、十数メートル下流（東側）に橋梁を新設して宇品線の軌道が移設された。旧橋梁の位置には、1948年（昭和23年）、旧橋の橋脚を利用して幅1.5mの人道橋「平和橋」が架けられた 。
1986年（昭和61年）に旧国鉄宇品線は廃線となり、それに伴い軌道は撤去されたが、人道橋はそのまま地元住民の生活道路として使用された。
1995年（平成7年）被爆50年目の節目に市が推進した、優れたデザインのインフラを整備する「ひろしま2045 平和と創造のまち」事業において、平和橋を人道橋から岸和郎がデザインする道路橋に架け替えることが決定した。人道橋に併設する形で2002年（平成14年）6月17日に現在の橋が開通した。その後、人道橋は撤去された。